# Millettia cubittii
Millettia cubittii är en ärtväxtart som beskrevs av Stephen Troyte Dunn. Millettia cubittii ingår i släktet Millettia och familjen ärtväxter. Inga underarter finns listade i Catalogue of Life.